# Norddeutsche Fußballmeisterschaft 1931/32

Der Hamburger SV gewann zum neunten Mal die norddeutsche Fußballmeisterschaft

Die norddeutsche Fußballmeisterschaft 1931/32 war die 26. vom Norddeutschen Sport-Verband (vormals NFV) ausgetragene Fußballmeisterschaft. Sieger wurde der Hamburger SV im Endrundenturnier mit zwei Punkten Vorsprung vor Holstein Kiel. Durch diesen Sieg qualifizierten sich die Hamburger für die deutsche Fußballmeisterschaft 1931/32, bei der sie durch einen 3:1-Sieg über den VfL Benrath das Viertelfinale erreichten, dort jedoch nach einer 2:4-Niederlage gegen Schalke 04 ausschieden. Holstein Kiel durfte als Vizemeister ebenfalls an der deutschen Fußballmeisterschaft teilnehmen und erreichte ebenfalls das Viertelfinale, welches mit 0:4 gegen den 1. FC Nürnberg verloren ging.

## Modus und Übersicht
Erneut fand der Spielbetrieb zuerst in den sechs regionalen Bezirken Groß-Hamburg, Lübeck-Mecklenburg, Nordhannover, Schleswig-Holstein, Südhannover-Braunschweig und Weser/Jade statt. Die besten Vereine aus der jeweiligen Oberliga qualifizierten sich für die norddeutsche Fußballendrunde.
| Bezirk                   | Bezirksmeister      | weitere Qualifikanten                                            |
| ------------------------ | ------------------- | ---------------------------------------------------------------- |
| Groß-Hamburg             | Hamburger SV        | Altona 93, Union 03 Altona, SC Victoria Hamburg, Eimsbütteler TV |
| Lübeck-Mecklenburg       | SV Polizei Lübeck   | Lübecker BV Phönix                                               |
| Nordhannover             | Borussia Harburg    |                                                                  |
| Schleswig-Holstein       | Holstein Kiel       | FV Borussia Gaarden                                              |
| Südhannover-Braunschweig | SV Arminia Hannover | Eintracht Braunschweig, VfB Peine, RSV Hildesheim                |
| Weser-Jade               | VfB Komet Bremen    | Bremer SV                                                        |

## Oberliga Groß-Hamburg
| Pl. | Verein                                  | Sp. | S  | U | N  | Tore    | Quote | Punkte |
| --- | --------------------------------------- | --- | -- | - | -- | ------- | ----- | ------ |
| 1.  | Hamburger SV (NM)(M)                    | 18  | 16 | 2 | 0  | 087:270 | 3,22  | 34:20  |
| 2.  | Altona 93                               | 18  | 10 | 4 | 4  | 050:390 | 1,28  | 24:12  |
| 3.  | Union 03 Altona                         | 18  | 10 | 1 | 7  | 054:400 | 1,35  | 21:15  |
| 4.  | SC Victoria Hamburg                     | 18  | 8  | 3 | 7  | 059:400 | 1,48  | 19:17  |
| 5.  | Eimsbütteler TV                         | 18  | 8  | 3 | 7  | 052:490 | 1,06  | 19:17  |
| 6.  | FC St. Pauli                            | 18  | 7  | 4 | 7  | 039:480 | 0,81  | 18:18  |
| 7.  | SV Wacker 04 Billstedt (N)              | 18  | 6  | 5 | 7  | 037:500 | 0,74  | 17:19  |
| 8.  | SV St. Georg von 1895                   | 18  | 6  | 3 | 9  | 036:410 | 0,88  | 15:21  |
| 9.  | Hamburg-Eimsbütteler Ballspiel-Club (N) | 18  | 3  | 2 | 13 | 038:680 | 0,56  | 08:28  |
| 10. | St. Pauli Sportverein                   | 18  | 2  | 1 | 15 | 027:770 | 0,35  | 05:31  |

| (NM) | norddeutscher Titelverteidiger |
| (M)  | Titelverteidiger Groß-Hamburg  |
| (N)  | Aufsteiger                     |

## Oberliga Lübeck-Mecklenburg
| Pl. | Verein                      | Sp. | S  | U | N  | Tore    | Quote | Punkte |
| --- | --------------------------- | --- | -- | - | -- | ------- | ----- | ------ |
| 1.  | SV Polizei Lübeck           | 14  | 11 | 2 | 1  | 060:180 | 3,33  | 24:40  |
| 2.  | Lübecker BV Phönix (M)      | 14  | 10 | 3 | 1  | 063:170 | 3,71  | 23:50  |
| 3.  | VfL Schwerin                | 14  | 8  | 2 | 4  | 043:260 | 1,65  | 18:10  |
| 4.  | Lübecker SV 1913            | 14  | 5  | 3 | 6  | 028:290 | 0,97  | 13:15  |
| 5.  | Rostocker SC 1895           | 14  | 5  | 2 | 7  | 033:470 | 0,70  | 12:16  |
| 6.  | Oldesloer SV                | 14  | 2  | 4 | 8  | 026:390 | 0,67  | 08:20  |
| 7.  | VfR Lübeck a                | 14  | 4  | 0 | 10 | 017:470 | 0,36  | 08:20  |
| 8.  | FC Germania 1904 Wismar (N) | 14  | 3  | 0 | 11 | 018:650 | 0,28  | 06:22  |

| (M) | Titelverteidiger Lübeck-Mecklenburg |
| (N) | Aufsteiger                          |

## Oberliga Nordhannover
| Pl. | Verein                  | Sp. | S  | U | N | Tore    | Quote | Punkte |
| --- | ----------------------- | --- | -- | - | - | ------- | ----- | ------ |
| 1.  | Borussia Harburg        | 14  | 10 | 1 | 3 | 035:190 | 1,84  | 21:70  |
| 2.  | Viktoria Wilhelmsburg   | 14  | 8  | 2 | 4 | 058:210 | 2,76  | 18:10  |
| 3.  | Rasensport Harburg      | 14  | 6  | 5 | 3 | 037:270 | 1,37  | 17:11  |
| 4.  | Wilhelmsburger FV 09    | 14  | 7  | 1 | 6 | 025:220 | 1,14  | 15:13  |
| 5.  | SV Harburg 1924 (M)     | 14  | 4  | 4 | 6 | 030:350 | 0,86  | 12:16  |
| 6.  | FC Viktoria Harburg (N) | 14  | 4  | 2 | 8 | 020:320 | 0,63  | 10:18  |
| 7.  | SC Uelzen 09            | 14  | 4  | 2 | 8 | 024:510 | 0,47  | 10:18  |
| 8.  | Eintracht Lüneburg      | 14  | 4  | 1 | 9 | 034:560 | 0,61  | 09:19  |

| (M) | Titelverteidiger Nordhannover |
| (N) | Aufsteiger                    |

## Oberliga Schleswig-Holstein
| Pl. | Verein                  | Sp. | S  | U | N  | Tore    | Quote | Punkte |
| --- | ----------------------- | --- | -- | - | -- | ------- | ----- | ------ |
| 1.  | Holstein Kiel (M)       | 14  | 14 | 0 | 0  | 104:170 | 6,12  | 28:0   |
| 2.  | Borussia Gaarden        | 14  | 10 | 1 | 3  | 050:210 | 2,38  | 21:70  |
| 3.  | VfB Union-Teutonia Kiel | 14  | 6  | 2 | 6  | 040:470 | 0,85  | 14:14  |
| 4.  | FC Kilia Kiel           | 14  | 5  | 4 | 5  | 025:370 | 0,68  | 14:14  |
| 5.  | Olympia Neumünster      | 14  | 5  | 2 | 7  | 029:460 | 0,63  | 12:16  |
| 6.  | Rendsburger BV          | 14  | 2  | 6 | 6  | 023:490 | 0,47  | 10:18  |
| 7.  | SV Eintracht Flensburg  | 14  | 2  | 3 | 9  | 022:510 | 0,43  | 07:21  |
| 8.  | RSV Eintracht Kiel (N)  | 14  | 2  | 2 | 10 | 026:510 | 0,51  | 06:22  |

| (M) | Titelverteidiger Schleswig-Holstein |
| (N) | Aufsteiger                          |

## Oberliga Südhannover-Braunschweig
| Pl. | Verein                  | Sp. | S  | U | N  | Tore    | Quote | Punkte |
| --- | ----------------------- | --- | -- | - | -- | ------- | ----- | ------ |
| 1.  | SV Arminia Hannover (M) | 16  | 11 | 4 | 1  | 063:260 | 2,42  | 26:60  |
| 2.  | Eintracht Braunschweig  | 16  | 8  | 3 | 5  | 037:290 | 1,28  | 19:13  |
| 3.  | RSV Hildesheim          | 16  | 8  | 2 | 6  | 035:390 | 0,90  | 18:14  |
| 4.  | VfB Peine               | 16  | 8  | 2 | 6  | 036:290 | 1,24  | 18:14  |
| 5.  | Leu Braunschweig        | 16  | 5  | 4 | 7  | 035:410 | 0,85  | 14:18  |
| 6.  | VfB Braunschweig        | 16  | 7  | 0 | 9  | 042:520 | 0,81  | 14:18  |
| 7.  | Hannover 96             | 16  | 5  | 3 | 8  | 037:310 | 1,19  | 13:19  |
| 8.  | SC 1911 Hötensleben (N) | 16  | 6  | 1 | 9  | 028:440 | 0,64  | 13:19  |
| 9.  | SpVgg Hannover 1897     | 16  | 3  | 3 | 10 | 026:480 | 0,54  | 09:23  |

| (M) | Titelverteidiger Südhannover-Braunschweig |
| (N) | Aufsteiger                                |

Entscheidungsspiel Platz 3:
|           | Ergebnis |                |
| --------- | -------- | -------------- |
| VfB Peine | 3:4      | RSV Hildesheim |

## Oberliga Weser-Jade
| Pl. | Verein              | Sp. | S  | U | N  | Tore    | Quote | Punkte |
| --- | ------------------- | --- | -- | - | -- | ------- | ----- | ------ |
| 1.  | VfB Komet Bremen    | 14  | 10 | 2 | 2  | 038:150 | 2,53  | 22:60  |
| 2.  | Bremer SV (M)       | 14  | 9  | 2 | 3  | 054:240 | 2,25  | 20:80  |
| 3.  | Bremer Sportfreunde | 14  | 8  | 1 | 5  | 045:250 | 1,80  | 17:11  |
| 4.  | SV Werder Bremen    | 14  | 6  | 2 | 6  | 025:370 | 0,68  | 14:14  |
| 5.  | SSV Delmenhorst     | 14  | 6  | 1 | 7  | 029:290 | 1,00  | 13:15  |
| 6.  | VfL Germania Leer   | 14  | 4  | 3 | 7  | 024:320 | 0,75  | 11:17  |
| 7.  | Bremer BV Union     | 14  | 4  | 1 | 9  | 023:450 | 0,51  | 09:19  |
| 8.  | Polizei SV Bremen   | 14  | 3  | 0 | 11 | 030:610 | 0,49  | 06:22  |

| (M) | Titelverteidiger Weser-Jade |

## Endrunde um die norddeutsche Fußballmeisterschaft
Die Endrunde um die norddeutsche Fußballmeisterschaft fand in dieser Spielzeit im Rundenturnier statt. Anders als in der vorherigen Saison trafen die qualifizierten Vereine zuerst in vier Gruppen in einer Einfachrunde aufeinander. Die vier Gruppensieger qualifizierten sich für die Finalrunde, die wie in der vorherigen Saison in einer Einfachrunde ausgespielt wurde. Am Ende konnte sich der Hamburger SV durchsetzen und wurde zum neunten Mal norddeutscher Fußballmeister.

### Gruppe I
| Pl. | Verein                                                         | Sp. | S | U | N | Tore    | Quote | Punkte |
| --- | -------------------------------------------------------------- | --- | - | - | - | ------- | ----- | ------ |
| 1.  | Hamburger SV (NM) (Sieger Oberliga Groß-Hamburg)               | 3   | 3 | 0 | 0 | 017:300 | 5,67  | 06:0   |
| 2.  | Eimsbütteler TV (Fünftplatzierter Oberliga Groß-Hamburg)       | 3   | 2 | 0 | 1 | 014:900 | 1,56  | 04:20  |
| 3.  | VfB Peine (Viertplatzierter Oberliga Südhannover-Braunschweig) | 3   | 1 | 0 | 2 | 005:140 | 0,36  | 02:40  |
| 4.  | Bremer SV (Zweitplatzierter Oberliga Weser-Jade)               | 3   | 0 | 0 | 3 | 006:160 | 0,38  | 0:60   |

| (NM) | norddeutscher Titelverteidiger |

### Gruppe II
| Pl. | Verein                                                                      | Sp. | S | U | N | Tore    | Quote | Punkte |
| --- | --------------------------------------------------------------------------- | --- | - | - | - | ------- | ----- | ------ |
| 1.  | Altona 93 (Zweitplatzierter Oberliga Groß-Hamburg)                          | 3   | 2 | 0 | 1 | 009:500 | 1,80  | 04:20  |
| 2.  | VfB Komet Bremen (Sieger Oberliga Weser-Jade)                               | 3   | 2 | 0 | 1 | 009:700 | 1,29  | 04:20  |
| 3.  | Eintracht Braunschweig (Zweitplatzierter Oberliga Südhannover-Braunschweig) | 3   | 1 | 1 | 1 | 007:900 | 0,78  | 03:30  |
| 4.  | SV Polizei Lübeck (Sieger Oberliga Lübeck-Mecklenburg)                      | 3   | 0 | 1 | 2 | 004:800 | 0,50  | 01:50  |

### Gruppe III
| Pl. | Verein                                                              | Sp. | S | U | N | Tore    | Quote | Punkte |
| --- | ------------------------------------------------------------------- | --- | - | - | - | ------- | ----- | ------ |
| 1.  | Holstein Kiel (Sieger Oberliga Schleswig-Holstein)                  | 3   | 3 | 0 | 0 | 015:300 | 5,00  | 06:0   |
| 2.  | Union 03 Altona (Drittplatzierter Oberliga Groß-Hamburg)            | 3   | 2 | 0 | 1 | 009:800 | 1,13  | 04:20  |
| 3.  | RSV Hildesheim (Drittplatzierter Oberliga Südhannover-Braunschweig) | 3   | 1 | 0 | 2 | 005:100 | 0,50  | 02:40  |
| 4.  | Lübecker BV Phönix (Zweitplatzierter Oberliga Lübeck-Mecklenburg)   | 3   | 0 | 0 | 3 | 004:120 | 0,33  | 0:60   |

### Gruppe IV
| Pl. | Verein                                                             | Sp. | S | U | N | Tore    | Quote | Punkte |
| --- | ------------------------------------------------------------------ | --- | - | - | - | ------- | ----- | ------ |
| 1.  | SV Arminia Hannover (Sieger Oberliga Südhannover-Braunschweig)     | 3   | 3 | 0 | 0 | 012:600 | 2,00  | 06:0   |
| 2.  | Borussia Harburg (Sieger Oberliga Nordhannover)                    | 3   | 1 | 1 | 1 | 009:600 | 1,50  | 03:30  |
| 3.  | FV Borussia Gaarden (Zweitplatzierter Oberliga Schleswig-Holstein) | 3   | 1 | 0 | 2 | 007:120 | 0,58  | 02:40  |
| 4.  | SC Victoria Hamburg (Viertplatzierter Oberliga Groß-Hamburg)       | 3   | 0 | 1 | 2 | 005:900 | 0,56  | 01:50  |

### Finalrunde
| Pl. | Verein                                 | Sp. | S | U | N | Tore    | Quote | Punkte |
| --- | -------------------------------------- | --- | - | - | - | ------- | ----- | ------ |
| 1.  | Hamburger SV (NM) (Sieger Gruppe I)    | 3   | 3 | 0 | 0 | 014:100 | 14,00 | 06:0   |
| 2.  | Holstein Kiel (Sieger Gruppe III)      | 3   | 2 | 0 | 1 | 010:100 | 1,00  | 04:20  |
| 3.  | Altona 93 (Sieger Gruppe II)           | 3   | 1 | 0 | 2 | 008:900 | 0,89  | 02:40  |
| 4.  | SV Arminia Hannover (Sieger Gruppe IV) | 3   | 0 | 0 | 3 | 001:130 | 0,08  | 0:60   |

| (NM) | norddeutscher Titelverteidiger |

#### Meistermannschaft des HSV
Wilhelm Blunk – Albert Beier, Walter Risse – Carl-Heinz Mahlmann, Asbjørn Halvorsen, Otto Carlsson – Karl Sveistrup, Walter Gloede, Richard Dörfel, Rudi Noack, Fritz Gröber (auch eingesetzt: Karl Politz, Otto Henneberg).